# Soomaa Nationalpark
Soomaa Nationalpark (estisk: Soomaa rahvuspark ) er en nationalpark i det sydvestlige Estland. Soomaa ("moserne") blev oprettet i 1993 og har et areal på 390 km². Soomaa har siden 1989 været et vigtigt fugleområde (IBA) og siden 1997 et Ramsarområde med beskyttede vådområder og et Natura 2000- område siden 2004.

## Geografi
Nationalparken, der ligger i Vahe-Eesti (Meso-Estland), blev oprettet i 1993 for at beskytte store højmose, oversvømmede græssletter, skove og mæandrerende floder. Nationalparkens område er hovedsageligt dækket med store moser, adskilt fra hinanden ved floderne i Pärnubækkenet - floderne Navesti, Halliste, Raudna og Lemmjõgi. Af højmoserne er den mest bemærkelsesværdige Kuresoomosen, hvis stejle sydlige hældning, der falder ned i Lemmejõgi, med 8 meter over en afstand af 100 m.
I østenden af nationalparken ligger de højeste klitter på det estiske fastland, omkring 50 kilometer fra den nuværende kystlinje. De mest karakteristiske kystformationer af forgængeren for den nuværende Østersø, det Baltiske Ishav (for 11.200–10.600 år siden), som markerer den daværende vandstand, ligger på den nordvestlige og vestlige ende af Sakalabakkerne. Ruunaraipe Klitter er de højeste i området. Klitryggen, der snoede sig fra nordvest til sydøst, er en 1,2 km lang sandryg, hvis maksimale højde er 12 meter.
Soomaa Nationalpark, som er det største intakte mosesystem i Europa bevaret som vildmark, sluttede sig i 2009 til PAN Parks der er et netværk af vildmarksområder, da det viste sig at være fremragende i at kombinere vildmarksbeskyttelse og bæredygtig turismeudvikling .

## Oversvømmelser
Når store mængder vand løber ned over Sakalabakkerne, kan floderne i Soomaa ikke indeholde det hele, og vandet oversvømmer græsarealer, skove og veje og forstyrrer forbindelsen med omverdenen. I nogle år er forårsoversvømmelserne været en meter i 3-4 dage.
Riisa-oversvømmelsesområdet er med et areal på 175 kvadratkilometer det største regelmæssigt oversvømmede område i Estland og hele Nordeuropa. Ved det maksimale oversvømmelsesniveau kan det vanddækkede område være 7–8   km på tværs. Bratte skrånende, højmoser står som øer i vandet. Oversvømmelsen kaldes ofte den "femte sæson" i Soomaa.

## Flora og fauna
Soomaa National Park er den mest værdifulde del af det resterende omfattende vildmarksområde i det sydvestlige Estland. Kuresoo Bog er en af de to bedste overlevende store moser i Estland med artsdiversitet blandt de højeste.
Flora
De alluviale enge og skove, der dækker flodbredderne, er af stor botanisk værdi. Der er registreret ca. 200 arter, inklusive Gladiolus imbricatus, Iris sibirica og Sankthansurt. De unikke sumpskove, der omgiver stedet, er også af særlig interesse.
Fauna
Der er påvist 172 arter af fugle (blandt andet flere arter af ørne) og 46 arter af pattedyr (som f.eks. elg, bæver, ulv og bjørn) hvoraf mange er på IUCN's rødliste over truede dyr.
I efterårets fugletræk er det et rasteplads fortraner (ca. 1.000) og pibesvaner (ca. 500) og under forårstrækket ca. 2.000 pibesvaner for C. columbianus. Crex crex er stadig talrige på oversvømmede enge (50-100 par). Det er en vigtig gydebane for fisken Esox lucius .